# Romario Rösch
Romario Steffen Rösch (* 1. Juli 1999 in Neu-Ulm) ist ein deutscher Fußballspieler. Der ehemalige deutsche Nachwuchsnationalspieler steht beim VfL Bochum unter Vertrag und wird variabel vornehmlich im Mittelfeld eingesetzt.

## Sportlicher Werdegang

### Vereinskarriere
Mit dem Fußballspielen begann der damals vier Jahre alte Romario Rösch in seinem Heimatverein dem RSV Ermingen. Ab dem Alter von acht Jahren wurde Rösch beim SSV Ulm 1846 ausgebildet. Als D-Jugendlicher wechselte er nach Bayern in das Nachwuchsleistungszentrum des FC Augsburg. In der B-Junioren-Bundesliga 2015/16 traf der Offensivspieler in 23 Ligaspielen zehnmal und war zeitweise Kapitän der Mannschaft. Als Spieler der Augsburger U19 stand er unter Cheftrainer Manuel Baum im Mai 2018 einmal im Bundesligakader, wurde jedoch nicht eingesetzt. Im Anschluss an die Spielzeit erhielt er seinen ersten Profivertrag, der bis Juni 2021 gültig ist, und durfte regelmäßig mit der ersten Mannschaft trainieren.
Für die Saison 2019/20 verlieh der FCA Rösch in die Niederlande an Roda JC Kerkrade, das in die zweitklassige Eerste Divisie abgestiegen war. Dort traf er auf den deutschen Kölner Leihspieler Yann Aurel Bisseck. In der zweiten Runde des niederländischen Pokals schied der Mittelfeldspieler mit Roda gegen den SC Heerenveen aus. 
Vor der Saison 2020/21 wechselte Rösch zur zweiten Mannschaft des 1. FSV Mainz 05. Er kam 32-mal in der viertklassigen Regionalliga Südwest zum Einsatz und erzielte 2 Tore. Auch in der Saison 2021/22 zählt Rösch zum Kader der zweiten Mannschaft. Am 15. August 2021 kam er am ersten Spieltag der Saison 2021/22 als Einwechselspieler für die Profimannschaft beim 1:0 gegen RB Leipzig erstmals in der Bundesliga zum Einsatz, da im Zuge der Auswirkungen der COVID-19-Pandemie in Deutschland für elf Spieler aus dem Profikader Quarantäne angeordnet worden war und Personalnot herrschte.
Am 27. Juni 2022 verkündete der Ligakonkurrent SSV Ulm 1846 seinen Wechsel zur Saison 2022/23 zurück nach Ulm. In den ersten drei Saisonspielen – beim Saisonauftakt gegen den Ex-Klub Mainz 05 II erzielte er ein Tor – war er unter Thomas Wörle Teil der Stammformation, ehe er nach einem Syndesmosebandanriss mehrere Wochen ausfiel. Anschließend kehrte er zunächst als Einwechselspieler auf den Platz zurück und schwankte im weiteren Saisonverlauf zwischen Startelf und Ersatzbank, so dass er bei 26 Saisoneinsätzen 14 Mal bei Anpfiff auf dem Spielfeld stand. Als Meister vor dem TSV Steinbach Haiger gelang dabei der Aufstieg in die 3. Liga. In der Drittligasaison 2023/24 war er unumstrittener Stammspieler, einzig zwei Gelbsperren führten dazu, dass er nur 36 der 38 Saisonspiele bestreiten konnte. Mit einer Serie von 18 Spielen ohne Niederlage zum Saisonende überflügelte er mit den „Spatzen“ die Konkurrenz und schaffte mit der Mannschaft um Mannschaftskapitän Johannes Reichert, Torwart Christian Ortag, Bastian Allgeier, Max Brandt und Dennis Chessa 23 Jahre nach dem Abstieg als Meister vor Mitaufsteiger Preußen Münster die Rückkehr in die 2. Bundesliga. Aufgrund des Erfolges verlängerte sich der auslaufende Vertrag automatisch um eine weitere Saison. In der zweithöchsten Spielklasse gehörte er unter Wörle weiterhin zu dem Stammkräften, nach einem Trainerwechsel zu Robert Lechleiter im März 2025 rückte er jedoch im Abstiegskampf ins zweite Glied und saß auf der Ersatzbank. Im Sommer 2025 wechselte er zum VfL Bochum.

### Nationalmannschaft
In den Jahren 2016 und 2017 absolvierte Rösch acht Spiele für deutsche Nachwuchsnationalmannschaften und erzielte vier Tore. 

## Erfolge
- Meister der Regionalliga Südwest 2023 und Aufstieg in die 3.Liga